# Елісон Андерс
Еллісон Андерс (англ. Allison Anders; нар. 16 листопада 1954) — американська режисерка, сценаристка кіно і телебачення.

## Біографія
Будучи дитиною Андерс пережила багато проблем і неприємностей, які згодом, значно вплинули на її творчість. У чотири роки сім'ю покинув батько, залишивши матір і чотирьох її сестер одних. У дванадцять років, Еллісон була жорстоко зґвалтована. Згодом в 2001 році вона зняла фільм «По ту сторону сонця», частина зйомок фільму проходила в будинку, де це сталося. Фільм був номінований на премію «Еммі». У віці 15 років, вони з сім'єю переїхали в Лос-Анджелес, Андерс страждала психічним розладом і її помістили в клініку. Після повернення з клініки Елісон Андерс була поміщена в дитячий будинок з якого втекла і подорожувала автостопом по всій країні. У 17 Андерс кинула середню школу в Лос-Анджелесі і переїхала до Кентуккі з людиною, яка була батьком її першої дитини. У 18 років Еллісон переїхала до Великої Британії, а повернулася звідти матір'ю-одиначкою. Вона влаштувалася в Каліфорнії, стала працювати офіціанткою і поступила в Каліфорнійський університет UCLA, в школу театру, кіно і телебачення в Лос-Анджелесі, де виграла стипендію в 20 тисяч доларів за сценарій «Втраченого шосе». Будучи студенткою, вона захопилася роботами Віма Вендерса і після численних листів і прохань її взяли помічником режисера на фільм «Париж, Техас». Один з перших її фільмів «Бензин, їжа, житло» був удостоєний декількох номінацій і наочно продемонстрував наявність у Еллісон власного погляду на кінематограф і відображення реальності.

## Фільмографія
| рік         |    | Російська назва             | Оригінальна назва        | роль                         |
| ----------- | -- | --------------------------- | ------------------------ | ---------------------------- |
| 1987        | ф  | Париж, Техас                | Paris, Texas             | асистент                     |
| 1987        | ф  | Прикордонне радіо           | Border Radio             | режисер, сценарист           |
| 1992        | ф  | Бензин, їжа, житло          | Gas, Food Lodging        | режисер, сценарист           |
| 1993        | ф  | Моє шалене життя            | Mi Vida Loca             | режисер, сценарист           |
| 1995        | ф  | Чотири кімнати              | Four Rooms               | режисер, сценарист           |
| 1996        | ф  | Втіха серця мого            | Grace of My Heart        | режисер, сценарист           |
| 1998 — 2004 | з  | Секс у великому місті       | Sex and the City         | режисер (4 серії)            |
| 1999        | ф  | Шугар-Таун                  | Sugar Town               | режисер, сценарист           |
| 2000 — 2001 | з  | Гросс-Пойнт                 | Grosse Pointe            | режисер (2 серії)            |
| 2001        | ф  | По той бік сонця            | Things Behind the Sun    | режисер, сценарист           |
| 2002        | ф  | У відлунні                  | In the Echo              | режисер, сценарист, продюсер |
| 2004        | з  | Детектив Раш                | Cold Case                | режисер (1 серія)            |
| 2006        | з  | Секс в іншому місті         | The L Word               | режисер (1 серія)            |
| 2006 — 2007 | з  | Як щодо Брайана             | What About Brian         | режисер (2 серії)            |
| 2006        | з  | Люди серед дерев            | Men in Trees             | режисер (1 серія)            |
| 2010        | ф  | Американський Грайндхаус    | American Grindhouse      | актор (камео)                |
| 2011 — 2012 | з  | Саутленд                    | Southland                | режисер (2 серії)            |
| 2011        | тф | A Crush on You              | A Crush on You           | режисер                      |
| 2011        | ф  | Брехня                      | The Lie                  | актор                        |
| 2012        | ф  | Strutter                    | Strutter                 | режисер, сценарист, продюсер |
| 2013        | з  | Менталіст                   | The Red Barn             | режисер (1 серія)            |
| 2013        | тф | Кільце вогню                | Ring of Fire             | режисер                      |
| 2014        | з  | Помаранчевий — хіт сезону   | Orange Is the New Black  | режисер (1 серія)            |
| 2014        | з  | Злочинні зв'язку            | Gang Related             | режисер (1 серія)            |
| 2014        | з  | Поділ                       | The Divide               | режисер (1 серія)            |
| 2014 — 2016 | з  | Вбивство першого ступеня    | Murder in the First      | режисер (6 серій)            |
| 2015        | з  | Поворот: Шпигуни Вашингтона | Turn: Washington's Spies | режисер                      |
| 2015        | з  | Доведення                   | Proof                    | режисер (1 серія)            |
| 2017        | тф | На пляжі                    | Beaches                  | режисер                      |
| 2017        | з  | Подорож в машині часу       | Time After Time          | режисер (1 серія)            |
| 2017        | з  | Рівердейл                   | Riverdale                | режисер (2 серії)            |
| 2017        | з  | Грейвс                      | Graves                   | режисер (1 серія)            |
| 2018        | з  | Шкодую про вашу втрату      | Sorry for Your Loss      | режисер (1 серія)            |
| 2019        | з  | Коханці                     | The Affair               | режисер (1 серія)            |
| 2019        | з  | Майянці                     | Mayans MC                | режисер (1 серія)            |

## Нагороди та номінації
- Берлінський міжнародний кінофестиваль (нім. Internationale Filmfestspiele Berlin, Берлінале), 1992 рік

Номінації: Золотий Ведмідь («Бензин, їжа, житло»)
- «Санденс» — міжнародний кінофестиваль незалежного кіно 1992 рік

Номінації: Гран-прі в категорії «Драматичний фільм» («Бензин, їжа, житло»)